# فلوريس (غواتيمالا)
فلوريس هي بلدية في غواتيمالا، تتبع إدارة بيتين ، وهي عاصمتها، بلغ عدد سكانها 144,932  نسمة في 2002، عاصمتها Flores Island, Guatemala ‏، تبلغ مساحتها 3,148 كيلومتر مربع، رمزها البريدي هو 17001.

## معرض صور

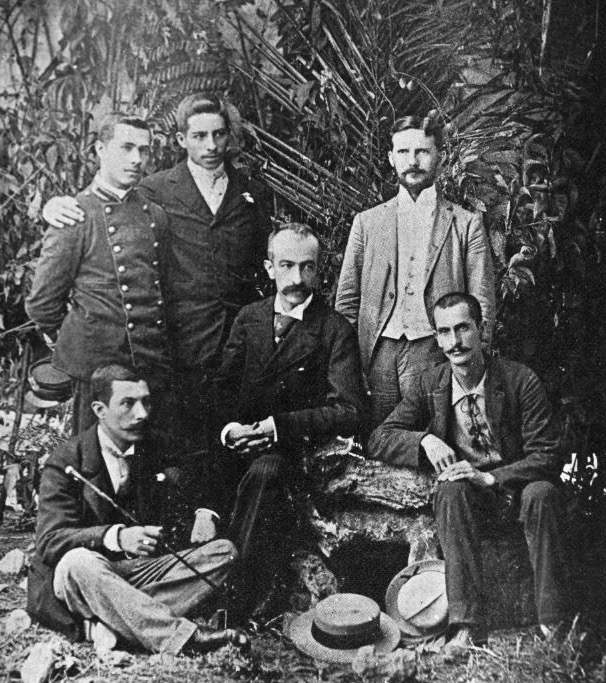
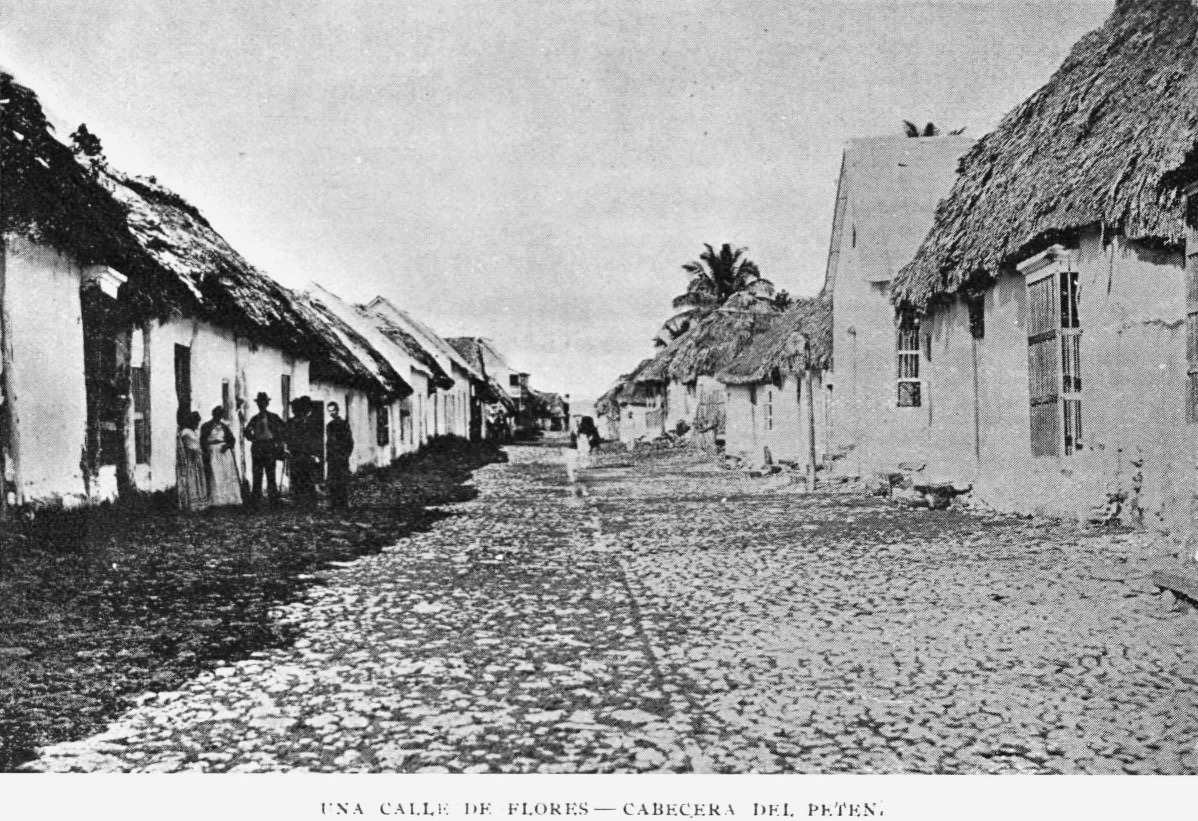
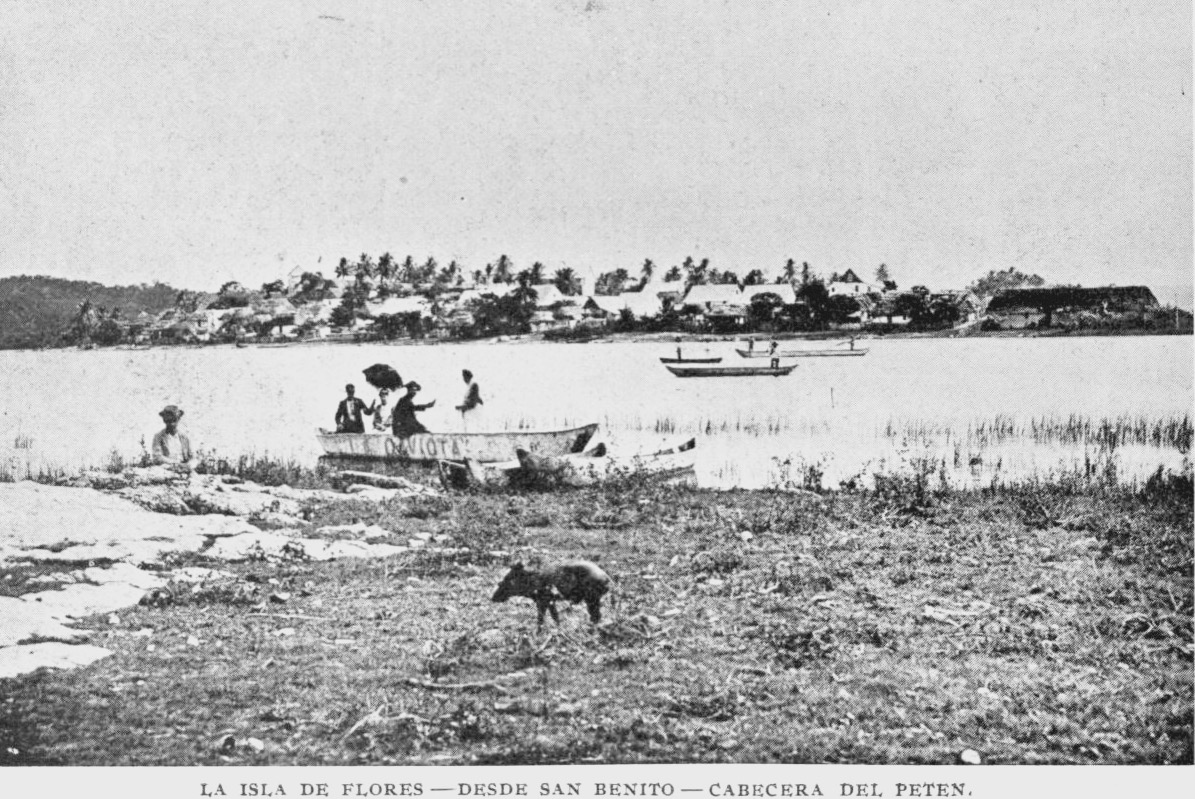
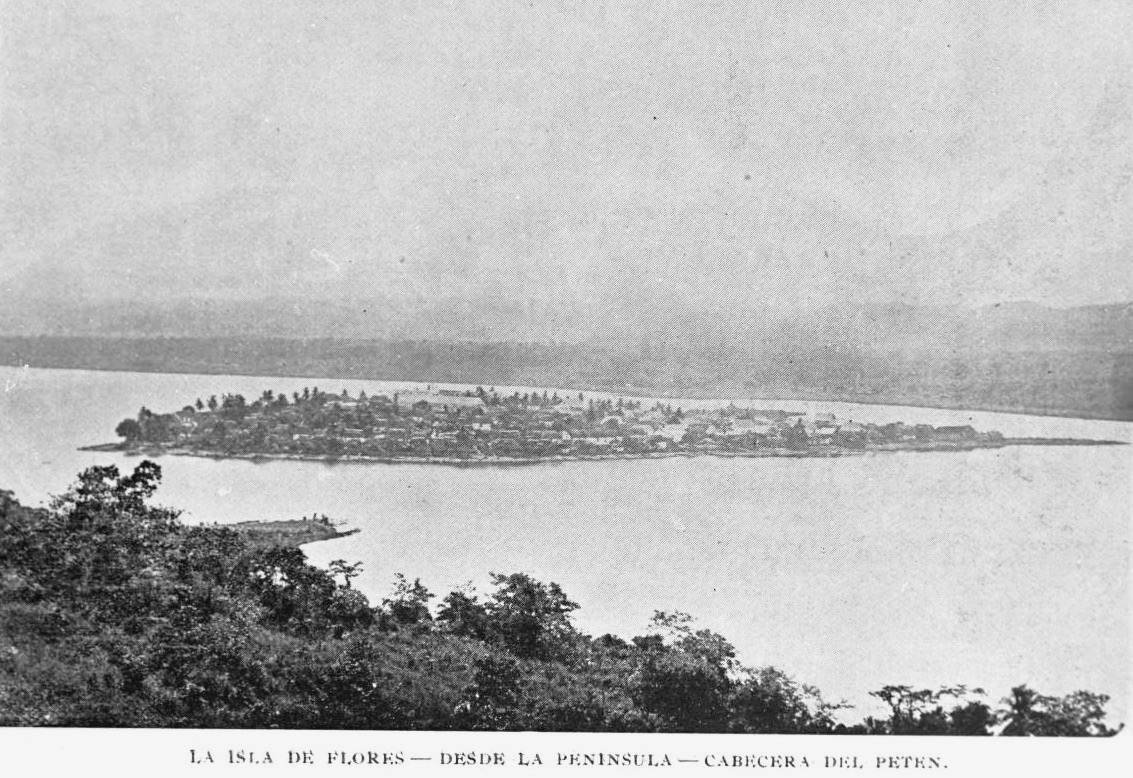
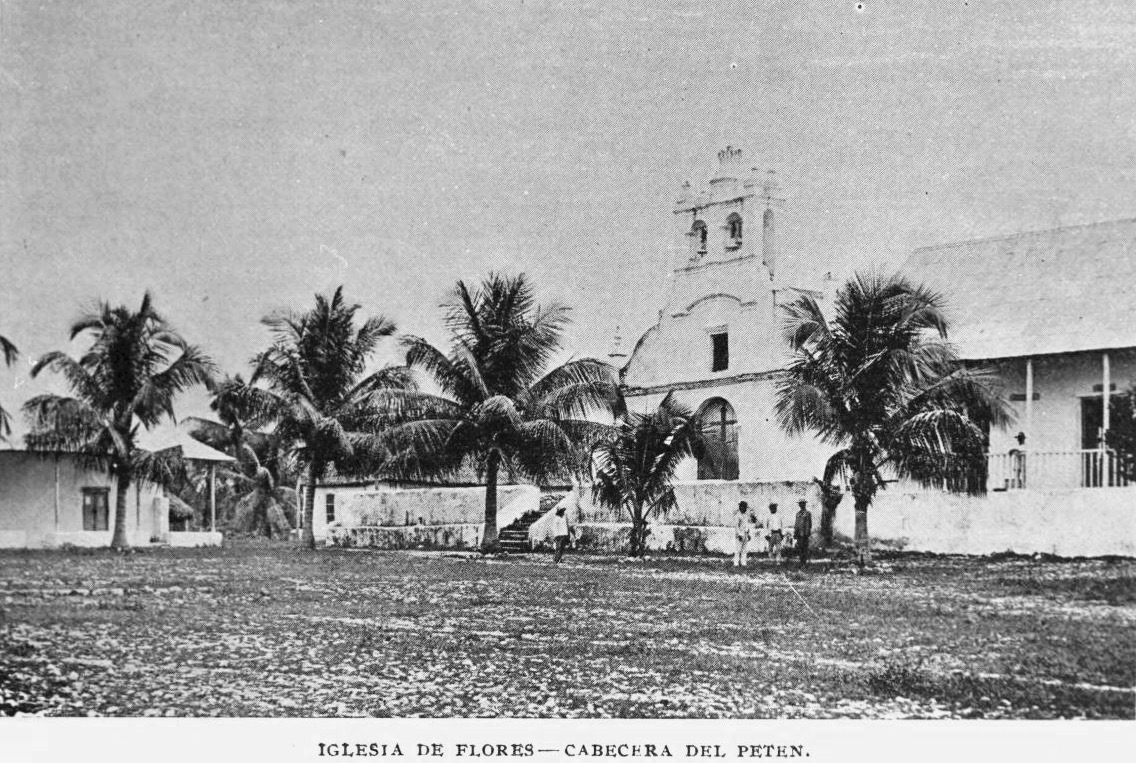
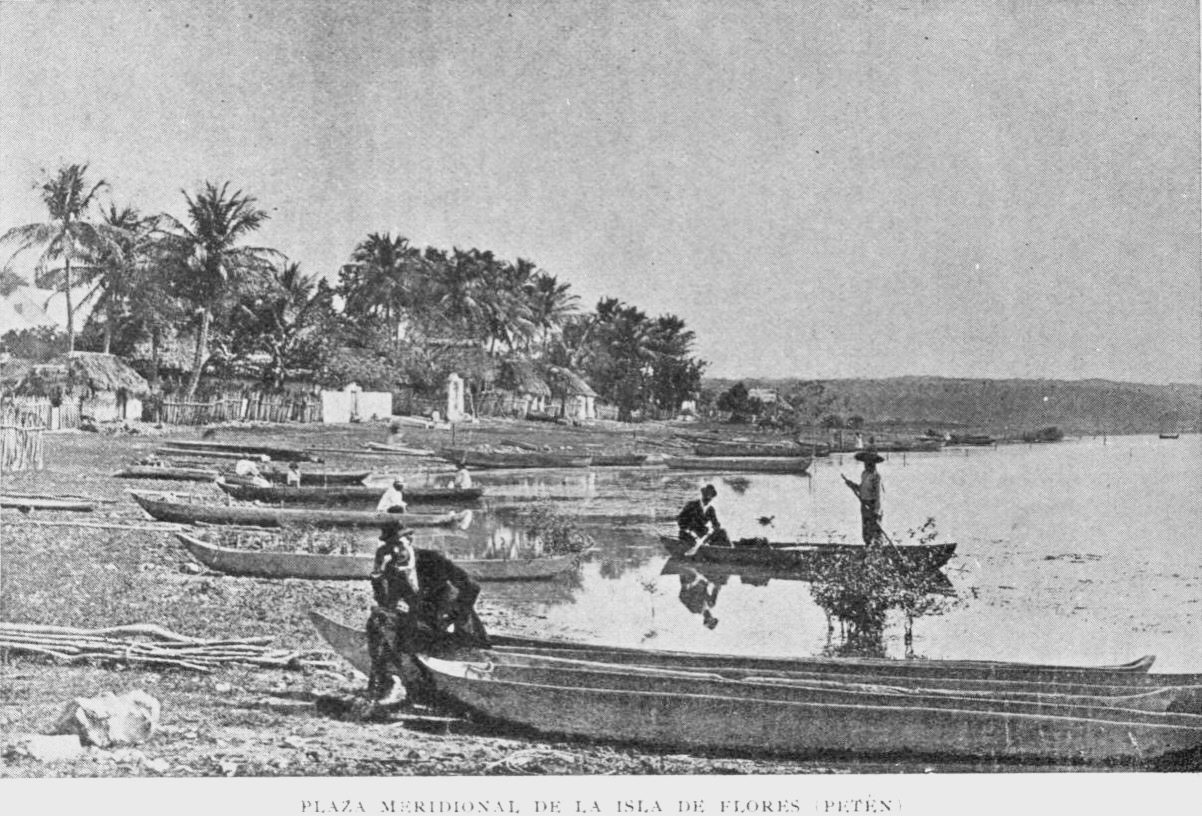

## الموقع
تشترك في الحدود مع:
- Melchor de Mencos [الإنجليزية]‏
- Santa Ana, Petén [الإنجليزية]‏
- Dolores, Guatemala [الإنجليزية]‏
- ولاية كامبيتشي.